# Борисовська (Тарногський район)
Бори́совська (рос. Борисовская) — присілок у складі Тарногського району Вологодської області, Росія. Входить до складу Тарногського сільського поселення.

## Населення
Населення — 1 особа (2010; 9 у 2002).
Національний склад (станом на 2002 рік):
- росіяни — 100 %